# 山九
山九株式会社（さんきゅう、英: SANKYU INC.）は、本店を福岡県北九州市門司区に、本社を東京都中央区勝どきに置く、大手総合物流企業。JPX日経インデックス400の構成銘柄の一つ。従業員数は単体で約1万2千人、連結で約3万人となっている。

## 概要
一般港湾運送事業、貨物自動車運送事業だけでなく、国際物流事業、倉庫事業、機工事業など幅広い物流サービスを提供している。また、日本製鉄、JFEホールディングス、神戸製鋼所、三井化学、住友化学、川崎重工業、三菱重工業、AGC、プロクター・アンド・ギャンブル・ジャパン等が大荷主であり、梱包や在庫管理といったロジスティクス事業だけでなく、プラントエンジニアリング事業としてプラント建設や据え付け、メンテナンス、改修や解体までを手掛けている点も特徴の一つである。重量物輸送・据付の分野に関してはパイオニアである。自社でも内航コンテナ船を運航している。また、日本通運、日新と共に「中国物流御三家」と呼ばれている。
グループ年間売上高で国内陸運業界第9位。
従業員数は山九グループ全体で30,000人越えとなっており国内トップクラスの大企業である。

### 社名の由来
中村汽船（1969年に日本郵船の傘下となる）が、当時八幡や徳山といった九州地方と山陽地方を基盤として事業を行っていた磯部組を買収した際、それぞれの地方名の頭文字と中村精七郎のロンドンでの体験に基づく感謝の気持ちとしての英発音「サンキュー（Thank You）」とを掛け合わせて、磯部組の社名を山九運輸機工株式会社とした事に由来する。
なお、コーポレートスローガンは「ありがとうの気持ちが会社の名前です」である。

## 略歴
- 1918年10月 - 中村精七郎が山九運輸株式会社を設立。
- 1947年6月 - 社名を山九産業運輸株式会社に変更。
- 1951年11月 - 社名を山九運輸株式会社に復元改称。
- 1959年7月 - 社名を山九運輸機工株式会社に変更。
- 1962年3月 - 東京証券取引所の第二部に上場。
- 1962年5月 - 福岡証券取引所に上場。
- 1966年8月 - 東京証券取引所第一部に上場。
- 1980年10月 - 社名を現在の山九株式会社に変更。
- 1990年2月 - 岡崎工業株式会社（東証一部）を吸収合併。
- 1998年4月 - 本社を三田国際ビルより、中央区勝どきの山九ビルに移転。
- 2000年1月 - 西濃運輸株式会社と業務提携。
- 2001年4月 - 郵政事業庁と業務提携。
- 2004年12月 - 日本郵政公社と国際小口物流サービス「SANKYUビジネスゆうパック」開始。
- 2018年10月 - 創立100周年を迎える。

## 沿革

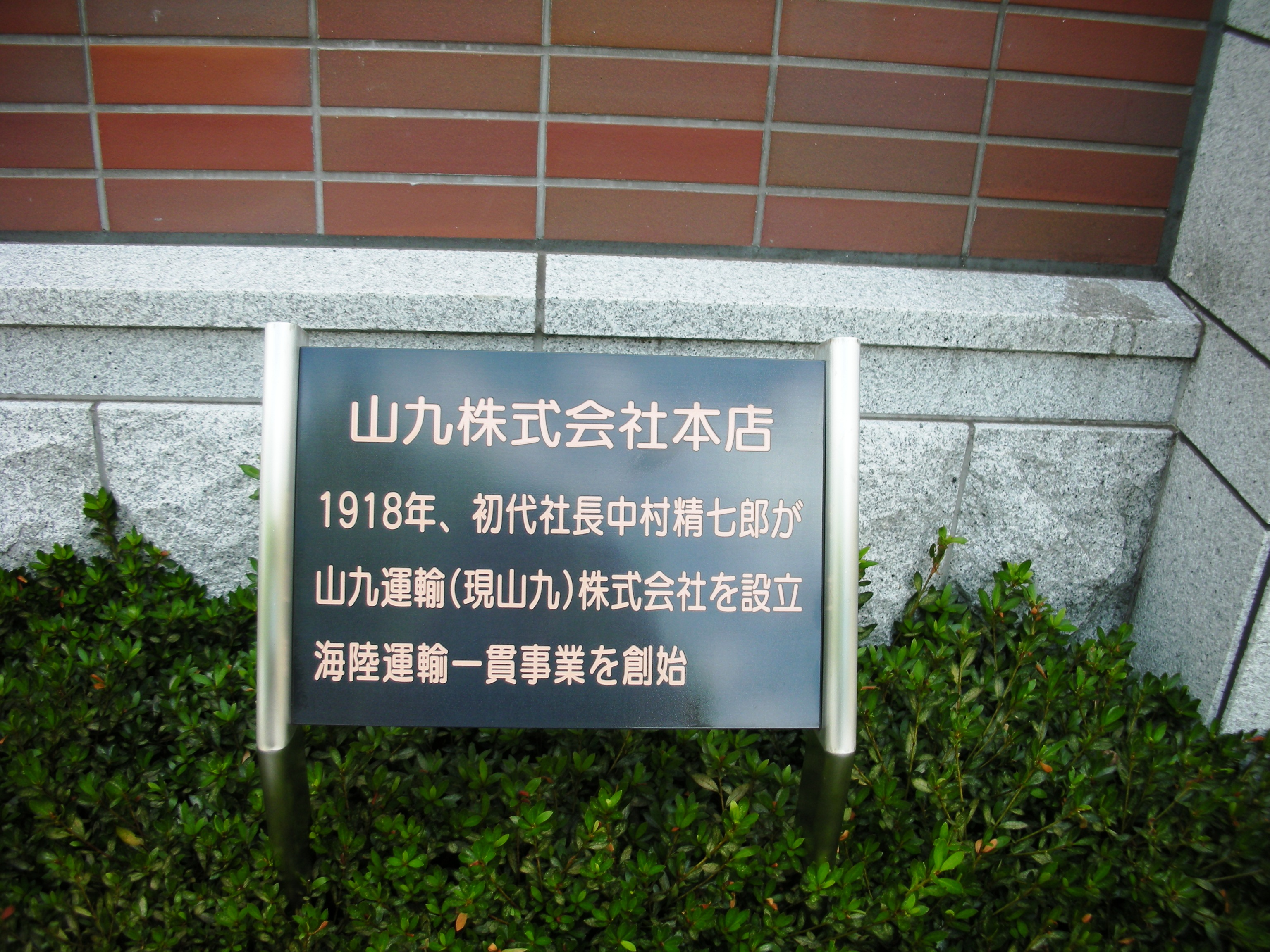
山九本店にある説明板

平戸出身の中村精七郎（なかむら せいしちろう、1872年 - 1948年）が創業した中村組（1905年設立）傘下に、1918年10月に磯部組を買収して設立された山九運輸株式会社が起源である。

### 創業当初
- 創業当時の事業内容は、朝鮮半島や満州、山東省からの鉄鉱石・石炭の陸揚げや無煙炭輸送などの輸送事業で、創業当初から海外で事業（第二次世界大戦までに15か所の海外拠点を所有）を行っていた。
- 官営八幡製鉄所や徳山海軍、光海軍、四日市海軍等の燃料所における構内作業。
- その他、北九州での連絡渡船業や土木建設等多岐にわたっていた。

### 大正～昭和戦前時代
- 1942年に就任した二代目社長中村勇一（初代社長の長男）は、戦時統制経済の中、当時親会社であった中村汽船の事業縮小を徹底的に行った。

### 昭和戦後時代
- 戦後になると後の基幹事業である陸上トラック作業や港湾作業、重量物・大型貨物の輸送、産業機械の解体・梱包、据付、通関・通運等へ進出を行う。
- ただし山九とは対照的に親会社の中村汽船は、ドッジラインの実施によるドッジ不況や1949年のキティ台風による艀（はしけ）32隻の大中破（横浜）により、さらなる事業縮小を余儀なくされる。

### 昭和中期時代
- 1959年に先代社長の急逝により就任した三代目社長中村健治（初代社長の次男）は、運輸と機工のバランス発展に力を入れる。
- 石油コンビナートが建設されるようになると、それに伴う重量、大容量機器の据え付けや保全作業の拡大に注力する。既存の製鉄所作業の拡大にも尽力する。
- またこのころ、それまで九州に置いていた本社機能を東京へ移管（1961年）する。

### 昭和後期時代
- 1973年に就任した四代目社長中村公三（初代社長の三男）は、海外事業（中国、インドネシア、タイ、ベトナム、ブラジル等）の現地法人化の推進や一貫責任体制の確立を行っていく。
- 1982年にはその後2006年まで続く引越事業を開始する。この引越事業の開始により、それまで法人向けサービスを主としていたゆえの低い知名度が、テレビCM等の広告戦略により向上していくことになる。
- 1986年、親会社である中村汽船が倒産。その際の負債総額595億円を全額負担することになり、市場からもこれ以上の経営継続は不可能だと考えられていた。
- 1986年に就任した五代目社長中村公一（先代中村公三の長男）は、再建計画の一環として岡崎工業との合併を模索する一方で、中国や東南アジアに次々と現地法人を設立していく。

### 平成時代
- 中村汽船の負債が落ち着くまもなく、2001年3月期から財務諸表に記載が義務づけられた退職給付債務と年金資産等との差額が、それまで積み立てていた退職給付引当金ではあまりに少なかったため、さらに負債が拡大した（2000年3月期データで有利子負債が1,601億円までふくらんだ）。
- 近年は客先の好況や転換社債の発行などにより、有利子負債はピーク時の半分以下にまで減り、ようやく安定した（2007年3月期データで753億円）。

## 日本製鉄との関係
創業当時より日本製鉄とは非常に緊密な関係にあり、さながら日本製鉄の物流部門の様相を呈している。副社長は日本製鉄より受け入れるのが慣例であるほか、多くの出向社員を受け入れている。また同社の事業所構内に山九の支店等が設置されている例がある。近年の安定株主対策により議決権割合は減り、経営上の影響力が減っているものの、大株主の一角を占める。

## 言い伝え

### かじとり観音昭和霊験記
知多半島南部にある密蔵院（愛知県知多郡）には母体となった中村汽船の船の話が言い伝えられている。境内にはその言い伝えが記載された看板がある。その看板には、
野間の里は千石船の昔より船と共に栄えてきたが、これらの船の生命をお譲りしたのが当山の『舵取り観音様』であった。以下中略。第二次世界大戦末期、昭和19年7月18日。中村汽船所属の軍御用船第十雲海丸は、小笠原近海で米軍の爆撃を受けて沈没。吉田船長以下7名は、1週間分の食糧と水を用意し救命艇で脱出。日本本土までの1,000キロメートル、観音信者の船長始め乗組員は、果てしない洋上を「南無観音菩薩」と唱えながら必死で漕ぎ、実に30数日間漂流した。観音様のお加護があって、日本近海を北上している強い黒潮の流れを突破、狭い伊勢湾の入り口に見事に入り、野間の沖に流れ着いた。この7名は出来る限りの救助を受け、1名はまもなく死亡したものの、残り6名は無事生命をつなぎ止めることが出来た。
という記述がある。

## その他
- 歴代の社長は、創業家出身者から選任されている。
- 1992年に開催された福岡国際クロスカントリーと鈴鹿8耐ロードレースにメインスポンサーとして参加している。
- 2006年10月～11月に放映されたTBS系ドラマ『セーラー服と機関銃』で、酒井健次が人質にされた倉庫に山九木更津物流センター（千葉県木更津市）がロケ地として使われた。
- 2007年11月4日に開催された全日本大学駅伝の第3中継地点として、山九（株）名古屋支店海山道倉庫が使われた。
- 2009年10月10日に放映されたフジテレビ系バラエティ特番『記録よりも記憶に残るフジテレビの笑う50年 〜めちゃ×2オボえてるッ!〜』で、山九（株）東京支店お台場流通センター（東京都港区）がロケ地として使われた。
- 2015年より福岡 ヤフオク!ドームの左翼側ラッキーゾーンの座席部の命名権を取得、『SANKYUホームランテラス』と命名される。
- 2017年より阪神甲子園球場のバックスクリーン両脇に広告を設置している。
- 2019年4月から、女子ラグビークラブチーム「東京山九フェニックス」のネーミングライツを得た[4]。

## 創業者
中村精七郎(1872-1948)は、平戸藩で勘定奉行も務めた中村弥八郎の七男として平戸で生まれたが、兄の勇三郎が事業を興した北海道に12歳で転居、18歳で米国へ遊学した。日清戦争時には、兄とともに軍事輸送船で働き、明治36年（1903年）に韓国・仁川の艀会社「木村組」で港湾荷役監督を務め、日露戦争でも軍事輸送を担い、明治38年に海運会社「中村組」を興した。第一次大戦の戦機に乗じて莫大な利益を上げ、八幡製鉄所の製鉄原料・鉄鉱石の採掘･輸送のほか、朝鮮から徳山海軍燃料廠への無煙炭運搬で活躍、杉山茂丸が起案した博多湾築港事業に巨費を投じ、築港会社の社長も務めた 。大正7年(1918)に八幡製鉄所構内の荷役会社「磯部組」を吸収し、中村組の子会社として山九運輸を設立した。事業だけでなく、物集高見を援助して大著『広文庫』20巻と『群書索引』3巻を完成させるなど、文化的支援も行なった。妻の春子は安藤源五郎の娘で、相婿に小栗一雄らがいる。息子の勇一、健治、公三が家業を継ぎ、庶子のゆわりは岳父安藤の養女となった。
実兄の山県勇三郎（1860-1924）は明治14年（1881）に家族に先立って北海道に渡り、商店の帳簿係を経て、移住者相手の古物商、函館横浜相手の海産物商を営み、日清戦争で兄弟とともに渡鮮、病を得たが帰国後ニシン漁で巨利を得、これを元手に海運業を手広く始めた。両親兄弟妻を呼び寄せ、精七郎らを米国に遊学させ、後進養成機関の根室実習学校を創立、根室、釧路に牧場開設、釧路、千島、秋田などでの鉱山開発、網走でマッチ工場経営など道内有数の実業家となった。日露戦争時には国内外10か所の支店を差配したが、明治41年、不況により事業を閉じ、二十銀行に不動産を売却、残務整理を精七郎に一任してブラジルに移民、精七郎の支援を受けて、各種事業に着手したが病により死去した。同じく実兄の中村辰五郎は1919年に中村組汽船部から分離して「朝鮮商工」を設立するも病没し、同社は娘婿の川添種一郎が継いだ。

## 歴代社長
- 1代目：中村精七郎
- 2代目：中村勇一（精七郎の長男）
- 3代目：中村健治（精七郎の二男）
- 4代目：中村公三（精七郎の三男）
- 5代目：中村公一（公三の長男）
- 6代目：中村公大（公一の長男）

## グループ会社
- 株式会社スリーエス・サンキュウ
- 株式会社インフォセンス（旧情報システム部門）
- 山九プラントテクノ株式会社
- 山九重機工株式会社
- 株式会社山九海陸
- サンキュウビジネスサービス株式会社
- 株式会社サンキュウリサーチアンドクリエイト
- 株式会社サンキュウトランスポート（旧陸上輸送部門）
- サンキュウエアロジスティクス株式会社（旧航空貨物部門）
- 協和海運株式会社
- 中部海運株式会社
- 広菱倉庫運輸株式会社
- 周防運輸株式会社
- 日本工業検査株式会社
- 日本製鉄

等75社。

### 海外現地法人
- 山九ユー・エス・エー
- 山九ヨーロッパ
- 山九ブラジル
- 山九メキシコ
- 山九サウジアラビア
- 山九オマーン
- 山九インド
- 山九タイ
- 山九ベトナム
- 山九マレーシア
- 山九シンガポール
- 山九インドネシア
- 山九フィリピン連絡事務所
- 北京山九（中国）
- 山九昭安国際物流（台湾）
- 太栄山九国際物流（韓国）

等44法人。

### 業務提携
- 郵政事業
- 西濃運輸
- C. H. Robinson Worldwide（米国）

### スポンサード
- 東京山九フェニックス - 女子ラグビークラブ

### 同業他社
- 日本通運
- 日立物流
- 上組
- センコー